# Jim O'Brien (cestista 1951)
James M. O'Brien, detto Jim (Falls Church, 7 novembre 1951), è un ex cestista statunitense, professionista nella ABA.

## Carriera
Venne selezionato dai Portland Trail Blazers al terzo giro del Draft NBA 1973 (37ª scelta assoluta).

## Palmarès
- Campionato ABA: 1

New York Nets: 1974